# Cas Hotel del Palau

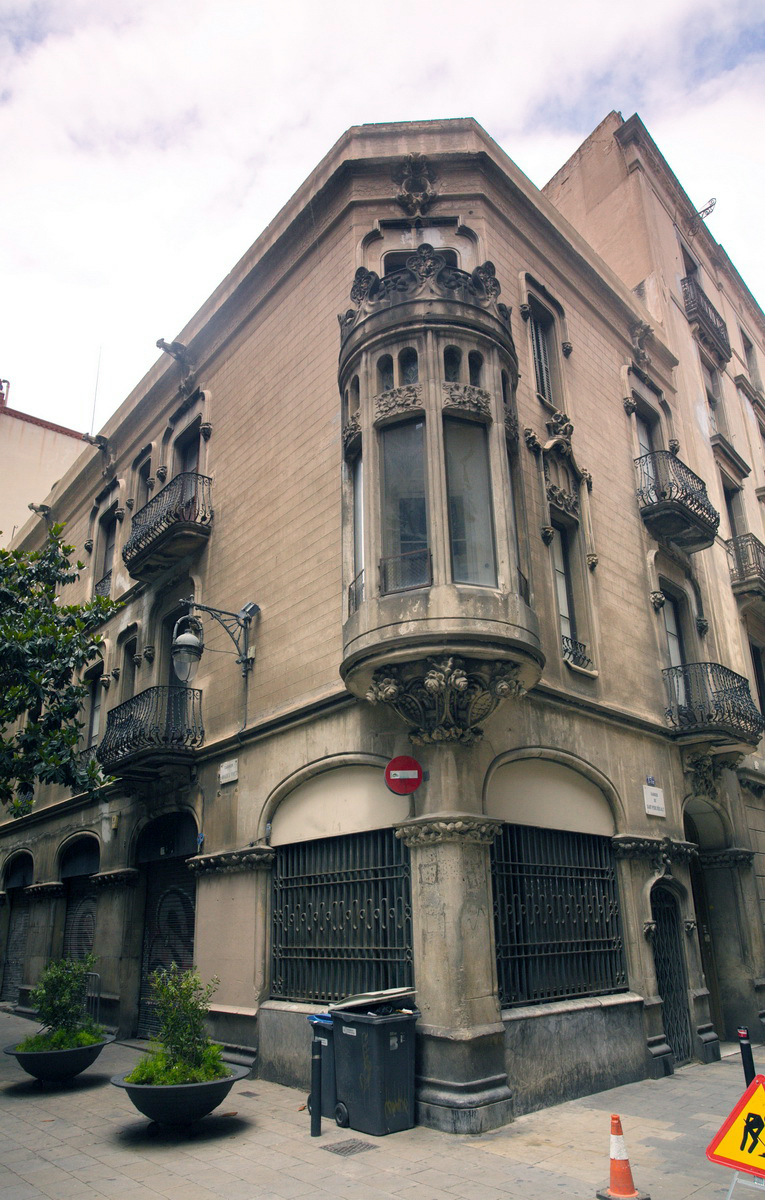
Casa Agustí Valentí (Sant Pere Més Alt, 13 bis), afectada per la construcció de l'hotel del Palau

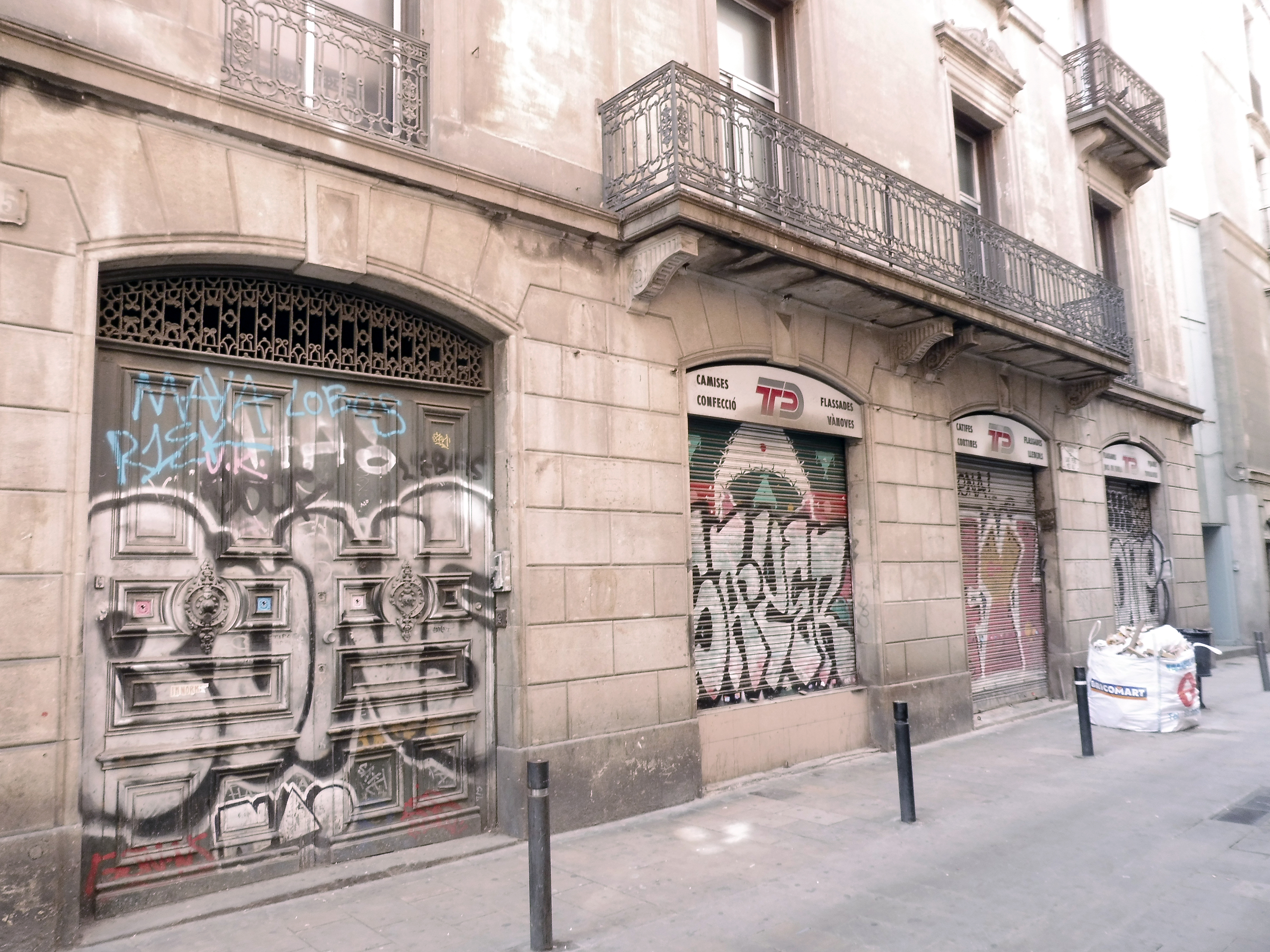
Antiga casa fàbrica Achon (Sant Pere Més Alt, 15), segon edifici afectat

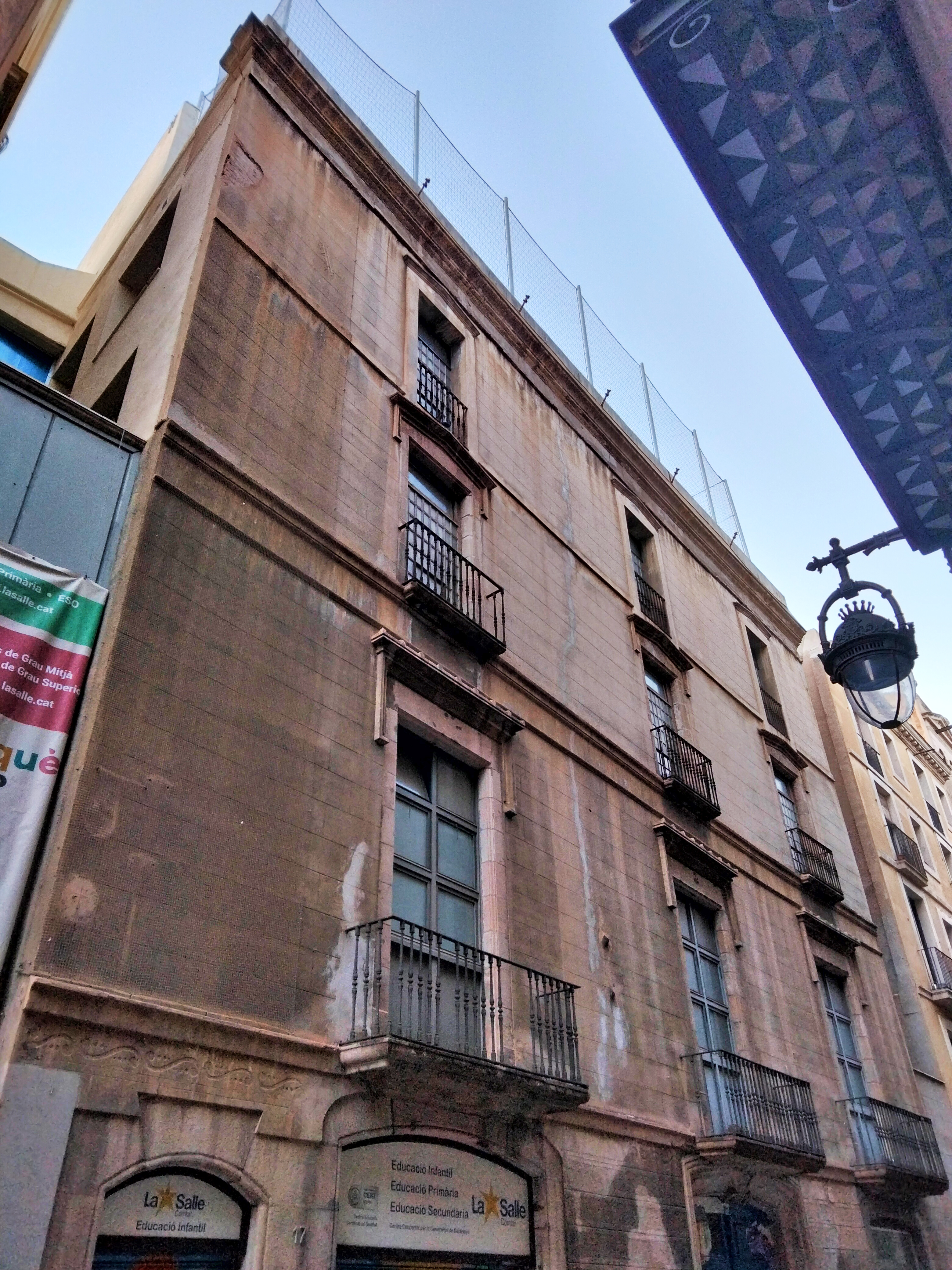
Antiga casa fàbrica Subirà-Obiols (Sant Pere Més Alt, 17), l'altre edifici afectat

El Cas Hotel del Palau és el nom que va rebre una causa judicial iniciada l'any 2009 per tràfic d'influències en la requalificació urbanística de les finques núms. 13 bis al 17 del carrer de Sant Pere més Alt de Barcelona, properes al Palau de la Música Catalana, per a construir-hi un hotel de luxe.

## Història
El novembre del 2003, la Fundació del Palau de la Música Catalana va arribar a un acord amb l'escola La Salle Comtal per comprar-li les finques de la seva propietat situades al carrer de Sant Pere Més Alt, 13 bis a 17 de Barcelona (amb la qualificació urbanística d'equipament educatiu) amb l'objecte de construir un hotel de luxe. L'acord, signat per Fèlix Millet i Jordi Montull, president i director de la fundació, compensava al col·legi amb la realització d'unes obres.
Per a poder construir l'hotel era necessària una requalificació urbanística com a residencial, per la qual cosa s'havia de comptar amb una altra propietat que pogués passar a ser equipament, un requisit indispensable per mantenir la proporció de cada tipus prevista al Pla General Metropolità. Per a això, la Fundació del Palau de la Música i la Generalitat de Catalunya van formalitzar un conveni el 8 de març del 2006 on s'acordava una permuta de qualificacions entre la finca de la Fundació i la del carrer de la Ciutat, 1 de Barcelona (vegeu Seu de la Caixa de Barcelona), propietat de la Generalitat i qualificada com a residencial. Aquest conveni fixava que els costos de compensació a la Generalitat serien pagats per la constructora del futur hotel.
El 24 d'octubre del 2006 es va formalitzar un segon conveni entre la Fundació, la Generalitat de Catalunya i l'Ajuntament de Barcelona que, referenciant l'anterior, fixava les bases de la modificació puntual del PGM i es determinava que la Fundació, com a promotor, redactaria la proposta mitjançant l'equip d'arquitectes d'Òscar Tusquets. El projecte de modificació va ser presentar per la Fundació davant l'Ajuntament el 13 de març del 2007. Un cop signats els dos convenis institucionals, Millet i Montull iniciaren contactes amb diverses empreses per tal d'assignar la construcció i gestió de l'hotel, amb el resultat d'un contracte entre Olivia Hotels, representat per Manuel Valderrama, ex-vocal de la junta del Palau, i la Fundació del Palau de la Música, representada per Félix Millet i Jordi Montull. En el procés de negociació, abans de convertir-se en públic el 13 de juliol del 2007, Millet i Montull van exigir 900.000 euros a Manuel Valderrama, com a compensació perquè la Fundació continués apareixent a la tramitació de la requalificació.
El 8 d'abril del 2008, el gerent d'Urbanisme de l'Ajuntament de Barcelona, Ramon Messeguer, va signar l'aprovació inicial de la modificació del PGM, primera fase del tràmit i que, un cop va ser aprovat per la comissió d'Urbanisme el 10 d'abril del 2008, va ser publicada al BOPB el 2 de maig del 2008. La tramitació de l'expedient seguí amb el període d'exposició pública, abans de la seva aprovació provisional pel plenari de l'Ajuntament de Barcelona el 24 d'abril del 2009.

### Rebuig veïnal
En aquesta fase es van produir les al·legacions dels veïns, que comptaven amb el suport de la regidora del districte de Ciutat Vella, l'arquitecta Itziar González, i que van ser incorporades al projecte abans de la seva aprovació provisional. Però la seva reivindicació passava per evitar la construcció de l'hotel, ja que entenien que, en un moment de fort creixement del sector turístic, la proliferació d'equipaments hotelers alteraria l'essència de la zona. De fet, la regidora ja havia manifestat el seu compromís en contra de la proliferació d'aquests establiments i d'apartaments turístics que els darrers anys s'havien creat, una posició que li havia suposat amenaces i que va portar l'Ajuntament a suspendre llicències per construir nous hotels a Ciutat Vella durant un any l'1 d'abril de 2009. El 30 d'abril del 2009, Itziar Gonzalez va patir un assalt al seu domicili particular, situat dins el mateix districte.
La suspensió de llicències no tenia efectes retroactius i, per tant, només afectava les noves peticions i no les que ja estaven en curs, com el cas de l'hotel del Palau.

### Judici i sentència
L'expedient judicial es va admetre a tràmit al jutjat d'instrucció número 10 de Barcelona l'abril del 2009. Després de la recollida de proves i testimonis, el fiscal va presentar una querella contra contra Fèlix Millet i Jordi Montull (vegeu Cas Palau), acusats de tràfic d'influències i apropiació indeguda el 9 de juny del 2010. El 17 de juny, la jutgessa Míriam de Rosa Palacio ordenà presó provisional per als dos imputats com a mesura cautelar per a evitar pressions sobre algun dels testimonis.
El 30 de juny de 2010 també van ser imputats per tràfic d'influències i prevaricació tres càrrecs de l'antiga cúpula d'Urbanisme de l'Ajuntament de Barcelona: Ramon García-Bragado (Tinent d'alcalde d'Urbanisme, PSC), Ramon Massaguer (gerent d'Urbanisme), i el lletrat Enric Lambies, a més de l'arquitecte del projecte de l'hotel, Carles Díaz. Als membres del Consistori barcelonès se'ls acusava de no haver aturat l'operació quan la finca va canviar de titularitat. Altrament també s'hi va veure relacionat l'aleshores Conseller d'Economia i Finances de la Generalitat de Catalunya, Antoni Castells (PSC), tot i que no va estar imputat. En aquell moment, la jutgessa considerava que el risc de pressions per part de Millet i Montull ja no existia i van sortir de la presó.
La imputació de càrrecs públics va donar un caràcter mediàtic al cas i va provocar una comissió d'investigació municipal l'octubre de 2010. Pocs mesos abans de les eleccions municipals, el fet va deixar tocat el govern del PSC i va obligar Garcia-Bragado a dimitir com a responsable polític d'urbanisme, si bé l'alcalde Jordi Hereu el va mantenir com a tinent d'alcalde. Durant la comissió, Garcia-Bragado va acusar l'oposició municipal de CDC d'haver aprofitat el cas per equilibrar les acusacions de finançament il·legal que se li imputaven al Cas Millet, la causa origen d'aquest cas.
La fase d'instrucció va finalitzar el novembre del 2012 i l'expedient va passar a la sala cinquena de l'Audiència de Barcelona. Després d'un retard en la constitució del tribunal, es va convocar el judici oral per octubre del 2013. Però per problemes d'agenda d'un dels lletrats es va produir un ajornament fins al 24 de febrer del 2014. El dia d'inici del judici, en Fèlix Millet i Tusell no es va presentar i l'endemà el seu advocat va presentar un certificat de l'ingrés hospitalari del principal encausat per un trencament de fèmur, un fet que va fer ajornar un altre cop el judici fins al 10 de març. Va quedar, finalment, vist per a sentència el 8 d'abril de 2014.
A la seva sentència de 28 de maig del 2014, la sala cinquena de l'Audiència de Barcelona va condemnar a un any de presó els acusats Fèlix Millet i Jordi Montull per tràfic d'influències i absolts de la resta de càrrecs demanats per les acusacions. Obligava també Millet a pagar una multa de 3,6 milions d'euros i Montull, una de 900.000 euros. La mateixa sentència absolia de tots els càrrecs a Ramon García-Bragado, Ramon Massaguer i Enric Lambies, de l'Ajuntament de Barcelona, i Carles Diaz, l'arquitecte del despatx Tusquets que va projectar l'hotel. La fiscalia va recórrer al Tribunal Suprem que va demanar una nova redacció de la sentència considerant que no s'havien recollit correctament algunes proves. Un any més tard, el 23 d'abril del 2015, l'Audiència de Barcelona es va ratificar en el resultat amb una nova sentència que argumentava de forma més precisa la seva primera resolució.
El juny del 2016, el Tribunal Suprem va absoldre Millet i Montull en el cas Hotel del Palau, deixant el cas sense cap condemnat.